# Barranc de la Salada
El Barranc de la Salada és un corrent fluvial de la Noguera, ue neix al Montsec de Rúbies i desemboca al riu Boix.

## Afluents
- Barranc dels Escallissos: 41° 59′ 48.90″ N, 1° 0′ 47.23″ E / 41.9969167°N,1.0131194°E